# عبد الرضا صادق
عبد الرضا بن الشيخ عبد الحسين صادق (1918 - 1997)، أديب لبناني، مؤلف وكاتب وشاعر من النبطية في جنوبي لبنان، تنقّل في التدريس ما بين لبنان والعراق والقاهرة، له عدد من المؤلفات والكثير من المقالات المنشورة في العديد من المجلات الأدبية.

## ولادته ونشأته
ولد عبد الرضا صادق في مدينة النبطية عام 1339 هـ، والده الشيخ عبد الحسين إبراهيم صادق ووالدته الحاجة زهرة عبد الله.

نشأ في كنف والده وتأثّر به فنما عنده التوجّه الأدبي وشرع بنظم مقطوعات شعرية قصيرة وهو دون السابعة عشرة من عمره. وبلاإضافة إلى التعليم المنزلي عند والده أنهى مرحلة الدراسة الابتدائية، في مدرسة النبطية الابتدائية الرسمية التي كانت تُعرف بـ (أم المدارس)، بعدها هاجر إلى العراق لإكمال دراسته فيها.

## دراسته
بعدما أتمّ في جبل عامل السابعة عشرة من عمره، شد الرّحال إلى النجف في العراق للدراسة في حوزاتها العلمية جريا على عادة أسلافه من العائلة وذلك عام 1935، فدرس هناك علوم الفقه والأصول والمنطق والأخلاق وعلم الكلام، وعلوم اللغة العربية والبيان والمعاني. وكان من هؤلاء الأساتذة العلماء:
- الشيخ محمد رضا المظفّر
- الشيخ محمد طاهر الشيخ راضي
- السيد محمد باقر الإحسائي
- الشيخ محمد تقي الظالمي
- الشيخ عباس الرميثي
- الشيخ حسين الحلِّي
- وأخوه الشيخ محمد تقي صادق الذي كان يشرف على تدريسه.

## عمله

### في البصرة
استحصل عبد الرضا صادق على الهوية العراقية في أيام إقامته في النجف، وكان كثير التردد على (منتدى النشر) الذي تحوّل بعد ذلك إلى كلية جامعية معترف بها من قبل الدولة.

ولمّا استشعر في نفسه ميلاً قوياً للأدب والشعر، ترك الدراسة الحوزوية في مطلع عام 1942، قاصداً البصرة حيث تم تعيينه أستاذاً ثانوياً في إحدى المدارس الأهلية هناك.

### في مصر
راسل بعض الجامعات المعروفة في مصر، فتم قبول طلبه للانتساب إلى المعهد الجامعي المسمّى دار العلوم المختص باللغة العربية وآدابها وذلك على شكل منحة دراسية من الدولة العراقية، وفي نهاية العام 1945 سافر إلى مصر ومكث فيها أربع سنوات متتالية أمضاها في الدراسة حتى نال إجازة جامعية في اللغة العربية وآدابها. ثم التحق بـ«معهد التربية العالي» حيث أمضى فيه سنتين تعرّف فيها على أحدث المناهج التربوية.

### في بغداد
في صيف 1951 عاد إلى بغداد والحقت بثانوية الكرادة في بغداد بصفة معاون مدير، ثم انتقل إلى ثانوية الشعب بالكاظمية، ثم عُيّن مديراً لثانوية بيوت الأمّة المسائية في الكاظمية. كما تولّى التدريس في مؤسسات تعليمية خاصة أبرزها: (الثانوية الأميركية للبنات) في حي المنصور في بغداد.

## النشاط الأدبي والتأليفي
مارس التأليف المدرسي في اللغة والأدب، للمرحلتين المتوسطة والثانوية، أمّا أدبياً فشرع يكتب في المجلات والصحف، العراقية واللبنانية، مقالات نقدية وبحثية وينشر الجديد من شعره، ونشر الكثير منها في مجلة العرفان والألواح في لبنان وجريدة الساعة في العراق، وقد تزوج من سلوى الراوي سنة 1962 ورزق منها إبناً وابنة.

## العودة إلى لبنان
في العام 1995 أصيب بمرض عضال، فترك العراق وعاد إلى لبنان للعلاج، وبقي طريح الفراش حتى العام 1997 حيث توفي ودفن في مقبرة النبطية بالقرب من ضريحي والده ووالدته.

## ما قيل فيه
- جاء في نص الشيخ علي الخاقاني: (إنّ عبد الرضا صادق أديب نابه الذكر، مليح السَّبك، رصين التعبير، جزل اللفظ، رقيق المعنى، وشعره من الطراز الجيد الذي يعرب عن روحه المرح وذهنه الحاد وأسلوبه الأخّإذ...).[3]
- جاء في ترجمة السيد حسن الأمين له: (كان شاعراً متين الديباجة، عذب الأسلوب، وناثراً في الطليعة من كتّاب جيله ومفكريه، ترك الكثير من الآثار شعراً ونثراً، وهي مما كان ينشره في المجلات والصحف العربية على أنّ شعره لم يُجمع في ديوان مطبوع مستقل)[4]..

## مؤلفاته
له عدد من المؤلفات الأدبية والشعرية منها:
- سوفسطائية للبيع- ملاحظات في منهج الدكتور علي الوردي وتفكيره: كتاب نقدي صدر في بغداد عام 1956 .
- في أدب العراق الحديث: دور الأدباء الشيعة (1900 ــ 1958)، صدر عن دار الفارابي عام 2009 .
- قصائد متناثرة: مجموعة شعرية جمعها له أخوه حبيب صادق واشرف على إصدارها.
- دليل البيان والبديع: مع آخرين - وزارة المعارف - بغداد 1957،
- البلاغة: مع آخرين - وزارة المعارف - بغداد 1964
- كتب مدرسية في اللغة العربية وآدابها لمرحلتي المتوسطة والثانوية في العراق.

## وصلات خارجية
- دور الأدباء الشيعة في الأدب العراقي الحديث لعبد الرضا صادق - مقال لسعيد الصباح في جريدة النهار